# 龍宇燃油
上海龍宇燃油股份有限公司，簡稱上海龍宇燃油股份、上海龍宇燃油，以及龍宇燃油（英語：SHANGHAI LONYER FUELS CO., LTD.，上交所：603006），於1997年由上海龙宇控股有限公司設立前身為「上海龙宇石化有限公司」，專門在國內經營采购、运输、调合、销售船舶燃料油。
董事長為徐增增。而總部位於上海浦东东方路710号汤臣金融大厦19楼。招股價為6.5元人民幣，發行新股為5,050万股，集資額為6.28億元人民幣，股份則在2012年8月17日於上海證券交易所上市。2014年12月18日，龙宇燃油停牌，计划购买昭仪新天地股份有限公司实际控制人王云鹤、张意承及其他股东购买标的资产100%股份。但重组失败，随后它转向推进收购金汉王技术100%股权、跨界云计算的定增预案。

## 連結
- LYRYSH.com （页面存档备份，存于）